# Розваж (Львовская область)
Ро́зваж (укр. Розваж) — село в Золочевской городской общине Золочевского района Львовской области Украины.
Население по переписи 2001 года составляло 350 человек. Занимает площадь 1,276 км². Почтовый индекс — 80710. Телефонный код — 3265.